# Аметт, Леон-Адольф
Леон-Адольф Аметт (фр. Léon-Adolphe Amette; 1 сентября 1850, Дувиль-сюр-Андель, Франция — 29 августа 1920, Париж, Франция) — французский кардинал. Епископ Байё с 28 ноября 1898 по 21 февраля 1906. Титулярный архиепископ Сиде и коадъютор с правом наследования Парижа с 21 февраля 1906 по 28 января 1908. Архиепископ Парижа с 28 января 1908 по 29 августа 1920. Кардинал-священник с 27 ноября 1911, с титулом церкви Санта-Сабина с 30 ноября 1911.